# Geomatika
Geomatika je znanost o prikupljanju, pohranjivanju, obrađivanju i razmjenjivanju geografskih ili prostornih referenciranih informacija.

## Pregled
Geomatika je novija znanstvena grana, a riječ geomatika prvi je 1969. godine skovao B. Dubuisson. Obuhvaća alate i tehnike korištene u geodeziji, daljinskim istraživanjima, geografskim informacijskim sustavima (GIS), globalnim navigacijskim satelitskim sustavima (GPS, GLONASS; GALILEO; COMPASS) i srodne oblike kartiranja Zemlje. Naziv geomatika izvorno potječe iz Kanade. Prihvaćen je od Međunarodne organizacije za standardizaciju, Royal Institution of Chartered Surveyors i mnogih drugih međunarodnih tijela, no neki (posebno u Sjedinjenim Državama) ipak prednost daju nazivu geoprostorna tehnologija.
Dobra definicija geomatike može se naći na mrežnim stranicama Sveučilišta u Calgaryju pod naslovom "What is Geomatic Engineering?" (Što je geomatičko inženjerstvo?):
"Geomatičko inženjerstvo je moderna disciplina, koja integrira prikupljanje, modeliranje, analizu i upravljanje prostornim podatcima, tj. podatcima identificiranima prema njihovim lokacijama. Utemeljeno na znanstvenim okvirima geodezije, geomatičko inženjerstvo koristi zemaljske, pomorske, zračne i satelitske senzore u prikupljanju prostornih i drugih podataka. Ono uključuje proces transformacije prostornih referenciranih podataka iz različitih izvora u zajedničke informacijske sustave s dobro definiranim karakteristikama pouzdanosti."
Slično geomatici postoji i srodno polje hidrogeomatike koje pokriva područje geomatike povezano s geodetskom izmjerom koja se izvodi iznad ili ispod površine mora ili drugih vodnih područja. Stariji termin hidrografika bio je preuzak, označavajući samo izradu pomorskih karata, dok nije uključivao širi koncept pozicioniranja ili mjerenja pomorske okoline.
Geoprostorna mreža označava mrežu suradničkih resursa za razmjenu i koordiniranje geografskim podatcima i podataka povezanih s geografskim referencijama. Jedan primjer takve mreže je nastojanje GIS Consortiuma radi pružanja "brzog globalnog pristupa geografskim informacijama" u okviru nazvanom Open Geospatial Network. 
Brojni sveučilišni odjeli koji su nekad u nazivu imali riječi geodetska izmjera, tehnike izmjere ili topografija preimenovani su i sada koriste riječi geomatički ili geomatičko inženjerstvo. Primjer toga je Department of Civil, Environmental and Geomatic Engineering na University College London.
Brzi napredak i povećana vidljivost geomatike od 1990-ih omogućeni su napretkom računalne tehnologije, računarstva, softverskog inženjerstva, te zračnih i prostornih opservacijskih tehnologija daljinskog istraživanja.
Polje geomatike uključuje:
- geodeziju
- geodetsku izmjeru
- izradu karata
- pozicioniranje
- geomatske tehnike
- navigaciju
- kartografiju
- daljinska istraživanja
- fotogrametriju
- geografske informacijske sustave
- globalni pozicijski sustav
- hidrografiju

## Primjene
Primijenjena područja jesu: 
- okoliš
- upravljanje i reforma zemljišta
- urbano planiranje
- pulverizacija
- infrastrukturni menadžment
- nadzor i razvoj prirodnih resursa;
- upravljanje i izrada karata obalnih zona
- arheološka iskapanja i izmjera za GIS aplikacije
- informatika nepogoda za smanjivanje rizika nepogoda i odgovora na njih
- zračna navigacija

## Više informacija
- Arheološka terenska izmjera
- East View Cartographic

## Vanjske poveznice
- Međunarodni forum o geomatici i geodeziji  Arhivirana inačica izvorne stranice od 25. svibnja 2010. (Wayback Machine)
- Geomatika na Curlie
- e-Geomatika
- Geomatičke tehnologije
- Geomatičko društvo geodeta

### Međunarodne organizacije
- Međunarodno geodetsko udruženje
- Međunarodna federacija geodeta
- Međunarodno društvo za fotogrametriju i daljinska istraživanja

### Profesionalna/regulativna tijela
- The Royal Institution of Chartered Surveyors
- The Association of Ontario Land Surveyors